# Васюковка (Московская область)
Васюко́вка — деревня в Шатурском муниципальном районе Московской области. Входит в состав Кривандинского сельского поселения. Население — 47 чел. (2010).

## Название
В письменных источниках деревня упоминается как Васюковская, позднее Васюковка.
Название связано с Васюк, разговорной формой календарного личного имени Василий.

## География
Деревня Васюковка расположена в центральной части Шатурского района, расстояние до МКАД порядка 136 км. Высота над уровнем моря 129 м.

## История
Впервые упоминается в писцовой Владимирской книге В. Кропоткина 1637—1648 гг. как деревня Васюковская Туголесской волости Владимирского уезда. Деревня принадлежала Григорию Семеновичу Тутолмину и Богдану Савельичу Пестрову.
Последними владельцами деревни перед отменой крепостного права были помещики Васильчиковы, Явленский и Дьякова.
После отмены крепостного права деревня Васюковская вошла в состав Лузгаринской волости.
После Октябрьской революции 1917 года был образован Васюковский сельсовет в составе Лузгаринской волости Егорьевского уезда Рязанской губернии. В сельсовет входила деревня Васюковка.
В 1926 году Васюковский сельсовет был упразднён, а деревня Васюковка передана Варюковскому сельсовету, однако уже в 1927 году Васюковский сельсовет был вновь восстановлен. В ходе реформы административно-территориального деления СССР в 1929 году Васюковский сельсовет был упразднён, а деревня Васюковка была передана Варюковскому сельсовету, который вошёл в состав Шатурского района Орехово-Зуевского округа Московской области.
В 1939 года деревня передана Алексино-Туголесскому сельсовету, а в 1972 году Алексино-Туголесский сельсовет был переименован в Лузгаринский.

## Население
| 1859 | 1868 | 1885 | 1905 | 1926 | 1931 |
| ---- | ---- | ---- | ---- | ---- | ---- |
| 252  | ↗273 | ↗363 | ↗511 | ↘411 | ↗674 |
| 1970 | 1993 | 2002 | 2006 | 2010 |      |
| ↘112 | ↘37  | ↗52  | ↗66  | ↘47  |      |

## Инфраструктура
Личное подсобное хозяйство с зоной сельскохозяйственного использования, индивидуальная застройка усадебного типа.
Основа экономики — сельское хозяйство.

## Транспорт
Деревня доступна автотранспортом. Остановка общественного транспорта «Васюковка». 